# Terminalia steenisiana
Terminalia steenisiana är en tvåhjärtbladig växtart som beskrevs av Arthur Wallis Exell. Terminalia steenisiana ingår i släktet Terminalia och familjen Combretaceae. Inga underarter finns listade i Catalogue of Life.